# Tigris
El Tigris (en persa antic Tigr; en arameu Deqlath; àrab: دجلة, Dijla; en turc i kurd: Dicle; en hebreu, en textos bíblics, חִדֶּקֶל, Hiddéqel; en grec antic Τίγρης, Tigres, i en llatí: Tigris) és, juntament amb l'Eufrates, un dels dos grans rius que defineixen la Mesopotàmia; és el més oriental de tots dos i travessa l'Iraq des de les muntanyes de l'Anatòlia.

## Etimologia

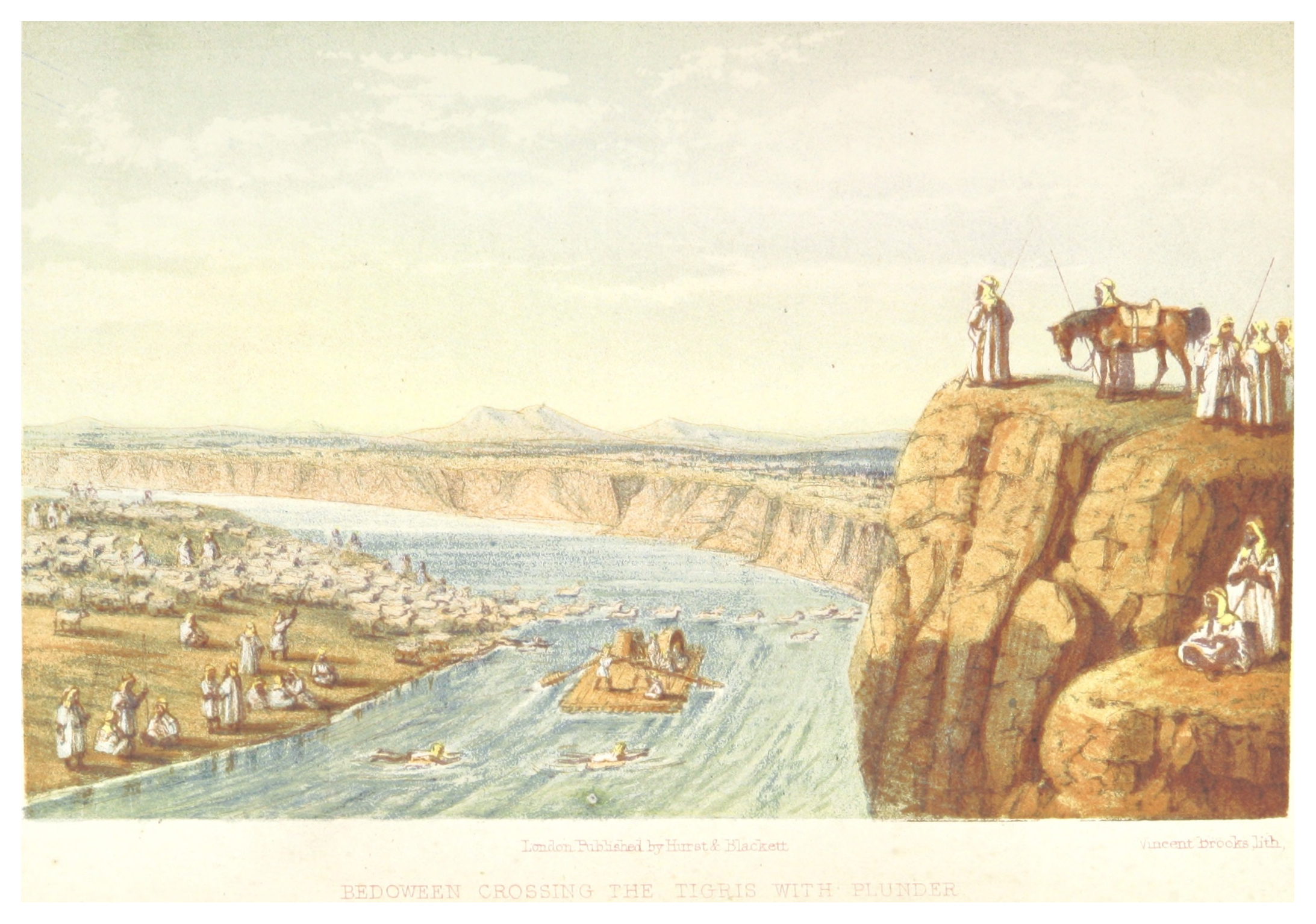
Beduïns que travessen el riu Tigris (c. 1860)

La forma grega antiga Tigris (Τίγρις ) és una forma alternativa de Tígrēs (Τίγρης ), que va ser una adaptació del persa antic 𐎫𐎡𐎥𐎼𐎠 (tigra /Tigrā/), de l'elamita Tigra, i al seu torn del sumeri 𒀀𒇉𒈦𒄘𒃼 (Idigna o Idigina, probablement derivat de *id (i)gina 'aigua corrent'). El terme sumeri, que es pot interpretar com "el riu ràpid", contrasta el Tigris amb el seu veí, l'Eufrates, el ritme pausat del qual va fer que diposités més llim i aixequés un llit més alt que el Tigris. La forma sumèria va ser manllevada a l'acadi com a Idiqlat i d'aquí a les altres llengües semítiques (compareu amb hebreu: חִדֶּקֶל‎ Ḥîddéqel, Jewish Babylonian Aramaic diqlāṯ o’‘diglāṯ, Classical Syriac Deqlāṯ, àrab: دِجلَة’‘Dijlah).
Un altre nom per al Tigris utilitzat en persa mitjà va ser Arvand Rud, literalment "riu ràpid". Avui, però, Arvand Rud (persa: اروندرود ) fa referència a la confluència dels rius Eufrates i Tigris, coneguts en àrab com a Xatt al-Arab. En kurd, es coneix com Ava Mezin, "la Gran Aigua".

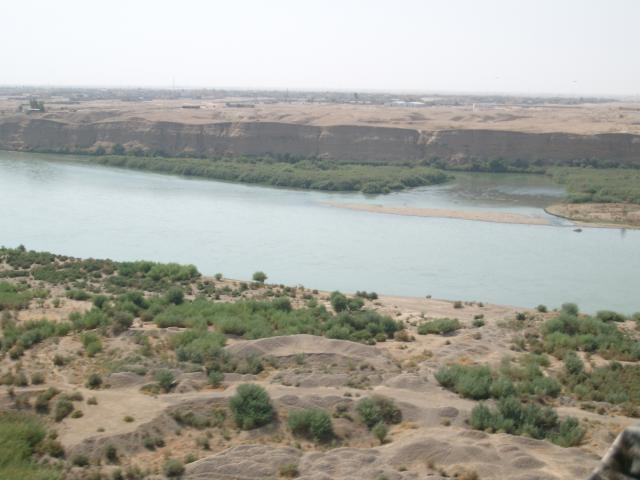
afores de Mossul, Iraq

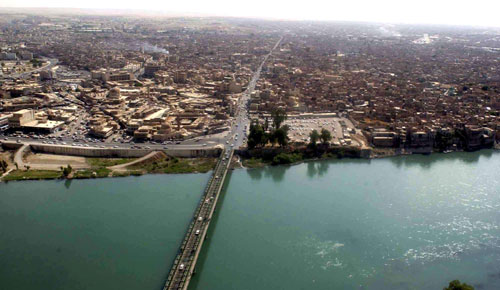
Mossul, Iraq

El nom del Tigris en idiomes que han estat importants a la regió:

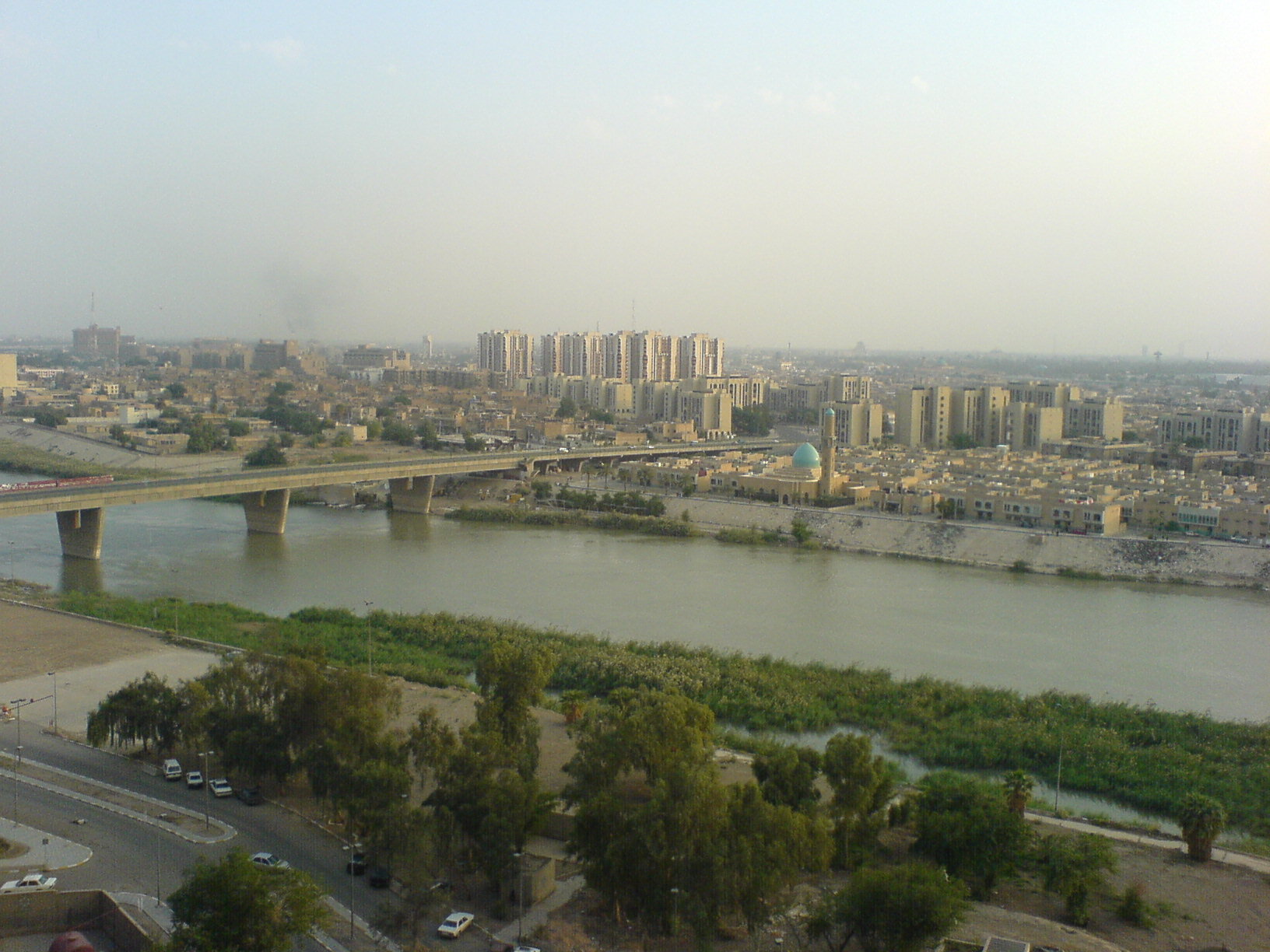
Bagdad

| Llenguatge | Nom de Tigris                                                               |
| ---------- | --------------------------------------------------------------------------- |
| Accadi     | 𒁇𒄘𒃼, Idiqlat                                                                |
| àrab       | دِجلَة, Dijlah; حُدَاقِل, Ḥudāqil                                                |
| arameu     | דיגלת, Diglath                                                              |
| armeni     | Տիգրիս, Tigris, Դգլաթ, Dglatʿ                                               |
| grec       | ἡ Τίγρης, -ητος, hē Tígrēs, -ētos; ἡ, ὁ Τίγρις, -ιδος, hē, ho Tígris, -idos |
| hebreu     | חידקל, Ḥîddéqel, bíblic Ḥiddeqel                                            |
| hurrita    | Aranzah                                                                     |
| persa      | antic persa 𐎫𐎡𐎥𐎼𐎠’‘Tigra; Persa mitjà:’‘Tigr; persa: دجله’‘Dejle            |
| sumeri     | 𒁇𒄘𒃼 Idigna/Idigina</img>                                                    |
| siríac     | ܕܸܩܠܵܬܼ Deqlaṯ                                                                 |
| turc       | Dicle                                                                       |
| kurd       | Dîcle, Dijlê, دیجلە                                                         |

## Geografia
El Tigris té 1.750 km de llarg, des de les Muntanyes del Taure de l'est de Turquia uns 25 km al sud-est de la ciutat d’Elâzığ i uns 30 km de la capçalera de l'Eufrates. Després el riu flueix per 400 km a través del sud-est de Turquia abans de formar part de la frontera entre Síria i Turquia. Aquest tram de 44 km és l'única part del riu que es troba a Síria. Alguns dels seus afluents són Garzan, Anbarçayi, Batman i el Gran i el Petit Zab.
Prop de la seva confluència amb l'Eufrates, el Tigris es divideix en diversos canals. Primer, l'artificial Xatt al-Hayy es ramifica, per unir-se a l'Eufrates prop de Nasiriyah. En segon lloc, el Shatt al-Muminah i el Majar al-Kabir es ramifiquen per alimentar els pantans centrals. Més aigües avall, es bifurquen altres dos canals de distribució (Al-Musharrah i Al-Kahla), per alimentar els aiguamolls de Hawizeh. El canal principal continua cap al sud i s'uneix amb l'Al-Kassarah, que drena els aiguamolls de Hawizeh. Finalment, el Tigris s'uneix a l'Eufrates prop d’al-Qurnah per formar el Xatt al-Arab. Segons Plini i altres historiadors antics, l'Eufrates tenia originàriament la seva sortida al mar separada de la del Tigris.
Bagdad, la capital iraquiana, es troba a la riba occidental del Tigris, mentre que la ciutat portuària de Bàssora hi està situada a banda i banda, ja prop de la desembocadura, a la part coneguda com a Xatt al-Arab. Als temps antics, moltes de les grans ciutats mesopotàmiques s'aixecaven al costat del riu o no gaire lluny, i l'aigua del Tigris va irrigar la civilització sumèria. Les ciutats erenques notables incloïen Nínive, Ctesifont i Selèucia del Tigris, mentre que les aigües del Tigris arribaven a la ciutat de Lagash a través d'un canal construït cap al 2400 aC. La ciutat natal de Saddam Hussein, Tikrit, també toca al riu i el seu nom deriva precisament d'aquest.

## Navegació
El Tigris ha estat una important via de comunicació i transport en un país majoritàriament desèrtic. Fins a Bagdad, és navegable per a vaixells de poc calat, però el transport riu amunt fins a Mossul només és accessible amb rais i barcasses. El transport fluvial va perdre importància durant el segle xx des del moment que el ferrocarril Bàssora-Bagdad-Mossul i les carreteres es van endur una gran part del tràfic de mercaderies.
El riu es veu embassat per un gran nombre de preses tant a l'Iraq com a Turquia, per tal de proveir d'aigua i regar les regions àrides i semidesèrtiques properes a la seva vall. Els embassaments també han evitat inundacions a la part iraquiana, que abans eren habituals arran de la fosa de les neus a les muntanyes turques pels volts de l'abril. El recent embassament del riu a la part turca ha estat subjecte de controvèrsia, tant pels seus efectes sobre el medi com per la potencial reducció del cabal riu avall.

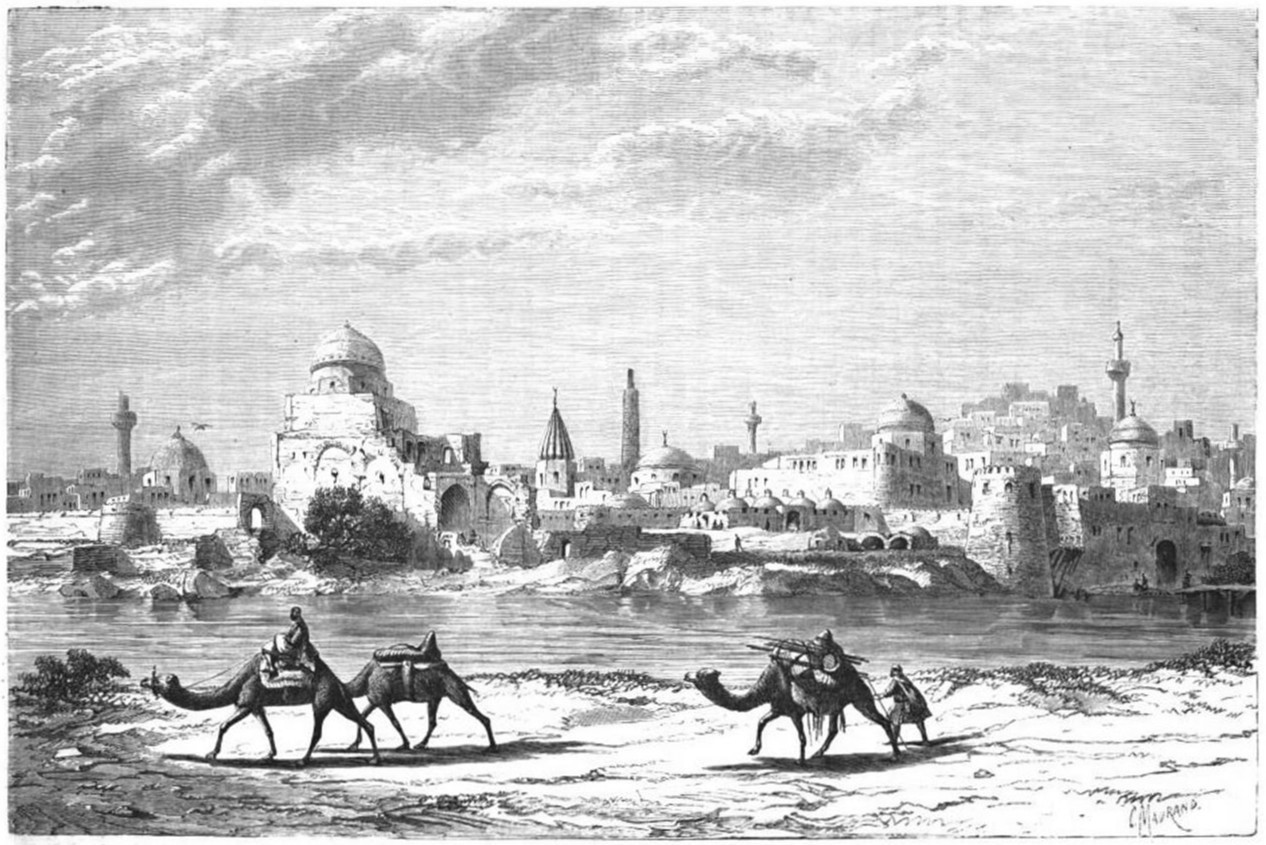
Mossul, a la riba del Tigris, 1861

## Gestió i qualitat de l'aigua

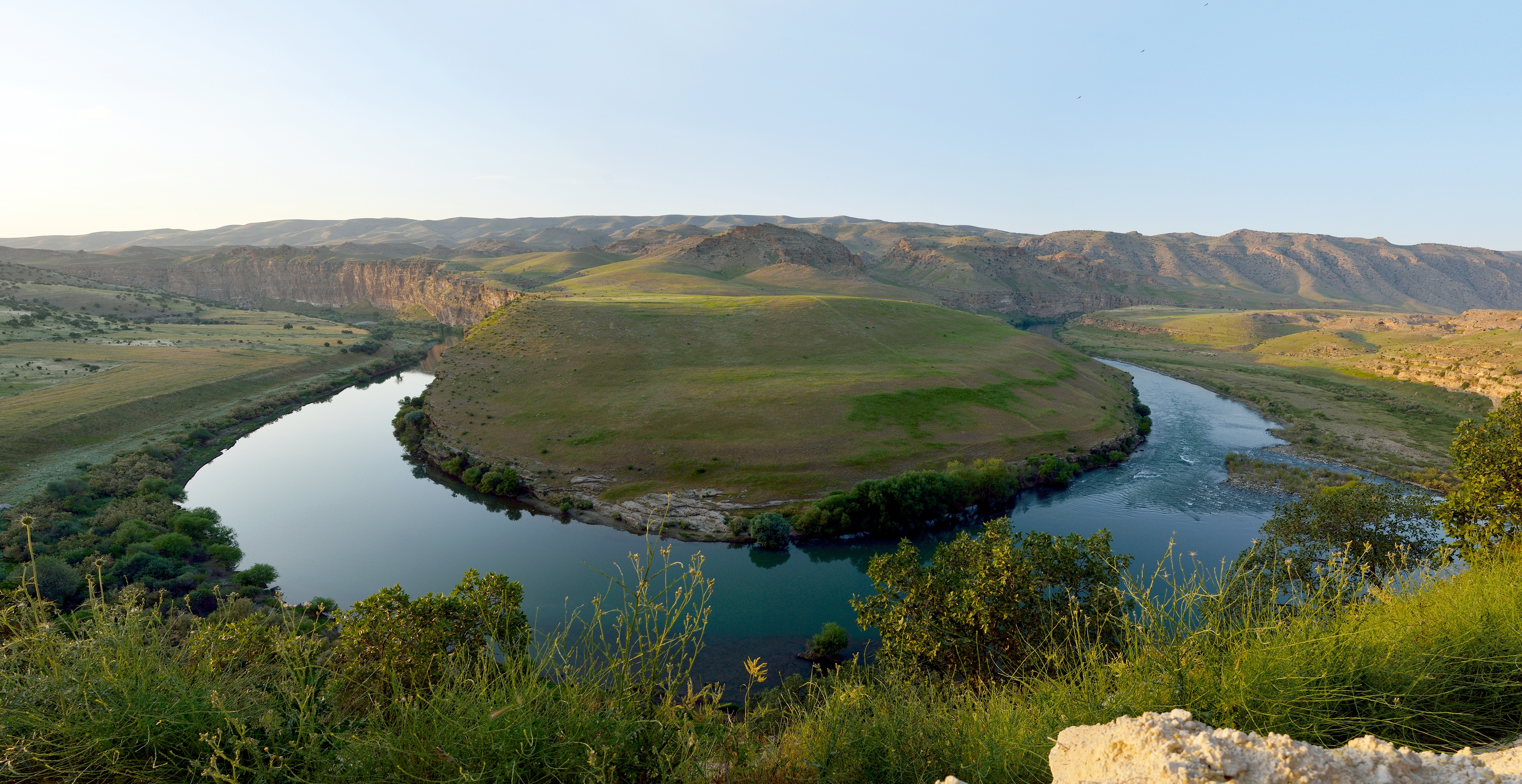
Riu Batman

El Tigris està fortament embassat a l'Iraq i Turquia per proporcionar aigua per regar les regions àrides i semidesèrtiques que voregen la vall del riu. L'embassament també ha estat important per evitar les inundacions a l'Iraq, a les quals el Tigris ha estat històricament notòriament propens després de la fusió de la neu a l'abril a les muntanyes turques. La presa de Mossul és la presa més gran de l'Iraq.
L'embassament turc recent del riu ha estat objecte de certa controvèrsia, tant pels seus efectes ambientals a Turquia com pel seu potencial per reduir el cabal d'aigua aigües avall.
L'aigua dels dos rius s'utilitza com a mitjà de pressió durant els conflictes.
El 2014 es va aconseguir un gran avenç en el desenvolupament d'un consens entre diversos representants de les parts interessades de l'Iraq i Turquia sobre un Pla d'acció per promoure l'intercanvi i el calibratge de dades i estàndards relatius als cabals del riu Tigris. El consens, conegut com el "Consens de Ginebra sobre el riu Tigris", es va aconseguir en una reunió organitzada a Ginebra pel grup de reflexió Strategic Foresight Group.
El febrer de 2016, l’ambaixada dels Estats Units a l'Iraq, així com el primer ministre de l'Iraq, Haider al-Abadi, van advertir que la presa de Mossul podria col·lapsar. Els Estats Units van advertir la gent que evacués la plana inundable del Tigris perquè entre 500.000 i 1,5 milions de persones estaven en risc d'ofegar-se a causa d’una inundació sobtada si la presa s'esfondrava, i que les principals ciutats iraquianes de Mossul, Tikrit, Samarra i Bagdad es trobaven en risc.

## Religió i mitologia
En la mitologia sumèria, el Tigris va ser creat pel déu Enki, que va omplir el riu amb aigua corrent.
En la mitologia hitita i hurrita, Aranzah (o Aranzahas en la forma nominativa hitita) és el nom hurrita del riu Tigris, que va ser divinitzat. Era fill de Kumarbi i germà de Tessub i Tašmišu, un dels tres déus que va escopir de la boca de Kumarbi a la muntanya Kanzuras. Més tard va col·ludir amb An i el Tessub per destruir el cicle de Kumarbi).
El Tigris apareix dues vegades a l'Antic Testament. En primer lloc, al Llibre del Gènesi, és el tercer dels quatre rius que surten del riu que surt del Jardí de l'Edèn. La segona menció es troba al Llibre de Daniel, on Daniel afirma que va rebre una de les seves visions "quan estava al costat del gran riu Tigris".
El riu Tigris també s'esmenta a l'islam a Sahih Al-Bukhari i Muslim que descriu que el riu (Eufrates) s'assecarà prop del temps final per descobrir un tresor d'or i ha prohibit a ningú prendre l'or La tomba de l'iman Àhmad ibn Hànbal i Syed Abdul Razzaq Jilani es troben a Bagdad i el flux del Tigris restringeix el nombre de visitants.
Bahà'u'llàh, el fundador de la Fe bahà'í, també va escriure The Hidden Words cap al 1858 mentre caminava per la vora del riu Tigris durant el seu exili a Bagdad.

Escut del Regne de l'Iraq 1932–1959 que representa els dos rius, la confluència Xatt al-Arab i el bosc de palmeres datileres, que abans era el més gran del món

El riu va aparèixer a l'escut de l'Iraq de 1932 a 1959.